# El-Qurn
El-Qurn (en inglés Al-Qurn), el-Korn, el-Qorn (en árabe القرن al-Qurn), El-Qurn o "el Corn" ("el Cuerno") es el punto más alto de la cordillera de Tebas, en la actual Lúxor. En el Antiguo Egipto se denominaba Ta Dehent, o "la Cumbre". 

## Localización
El-Qurn tiene una altitud de 420 metros sobre el nivel del mar y forma parte de la cordillera de Tebas, en el desierto Líbico. Está situado en la orilla oeste del río Nilo, frente a la ciudad de Tebas, entre la zona de los templos mortuorios de los faraones, al este, y el Valle de los Reyes, al norte. A poca distancia al este se localiza el complejo de templos de Deir el-Bahari, entre los que destaca el templo de Hatshepsut. El Valle de las Reinas, al sur, queda también cerca de la zona. El conjunto constituye la denominada necrópolis tebana. 
La montaña tiene una forma particular, ya que recuerda a una gran pirámide natural. El área de la necrópolis y de los templos mortuorios de Sheikh Abd el-Qurna deben su nombre a este monte sagrado.

## Historia

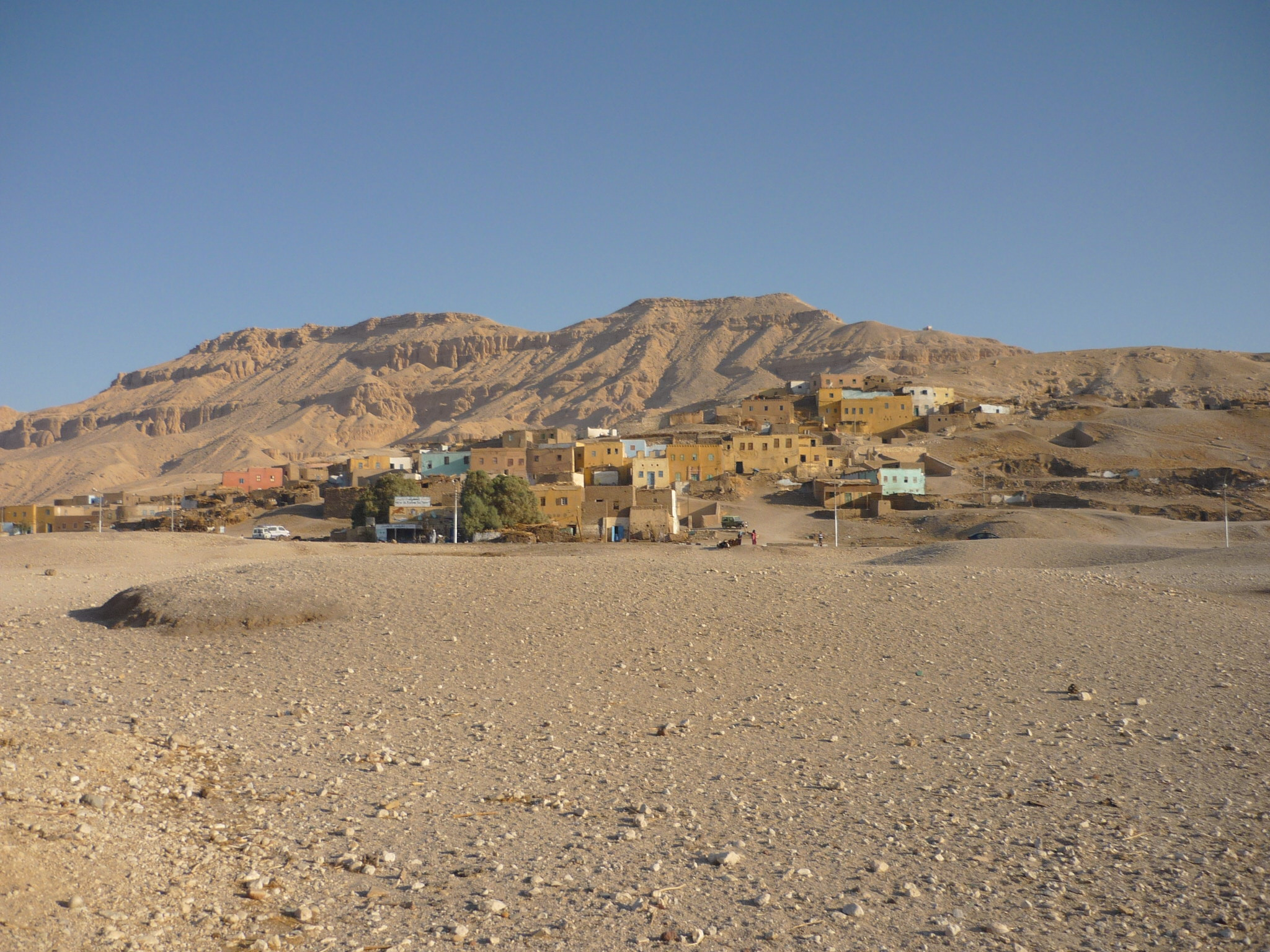
Vista del pueblo de Gournah desde el sudeste, dominado por la cordillera Líbica. El-Qurn es la última cima de la derecha.

Algunos egiptólogos creen que la forma de la montaña fue decisiva para la elección del Valle de los Reyes como lugar de enterramiento de los faraones de la dinastía XVIII, del Imperio Nuevo. Se desconoce exactamente por qué motivo los reyes decidieron emplear hipogeos en lugar de pirámides, pero a partir de Tutmosis I, o quizás de su hija Hatshepsut, se comenzaron a enterrar en un valle cuyo único símbolo visible era el-Qurn, la cumbre que la corona. La teoría cobra fuerza cuando se compara con la elección del lugar donde construiría su nueva capital el faraón Akenatón, en la actual Tell al-Amarna: buscó una zona con un horizonte claro, donde los rayos del dios Atón bañaran la cordillera y la denominó "Akhet-Aton" (el horizonte de Atón). El culto a la montaña estaba ligado a Hathor y a la diosa serpiente Meretseger. De hecho, la serpiente era una de las protectoras tanto de las tumbas reales como de los trabajadores que las construyeron. En la parte alta del monte, casi en la cima, hay una formación rocosa con el aspecto de una cobra erguida y preparada para atacar.

## Ascensión
La montaña se encuentra a unos trescientos metros por encima del nivel del valle. La excursión para visitarla tiene dos itinerarios: uno que empieza desde el Valle de los Reyes y otro desde Deir el Medina, el pueblo de los artesanos y constructores del valle (al sur). El recorrido se hace a pie y se sigue el camino que hacían antiguamente los obreros para ir al trabajo.
El itinerario por Deir el Medina es el más accesible, puesto que las tres cuartas partes de la montaña tienen escalones de hormigón, aunque la cuarta parte restante es ligeramente más difícil y puede ser necesaria la ayuda de las manos. Dos puestos de vigilancia marcan este itinerario para garantizar la seguridad. La formación rocosa con aspecto de cobra está situada a igual distancia, aunque es más fácilmente accesible desde el Valle de los Reyes.
La ascensión tiene una duración de entre una hora y una hora y media, al igual que el descenso. El trayecto no supone mucha dificultad.

## Documentales
- Los Secretos de Valle de los Reyes, Col. "Los misterios de Egipto", David Lee, National Geographic, 2008